# Коваленко Іван Олександрович (футболіст)
Іва́н Олекса́ндрович Ковале́нко (нар. 10 березня 1999, Харків, Україна) — український футболіст, захисник. У 2017—2024 роках виступав за харківський «Металіст 1925», з яким пройшов шлях від аматорської першості України до Прем'єр-ліги чемпіонату України.

## Життєпис
Вихованець «Металіста». З 2013 по 2016 рік виступав за харківський клуб у ДЮФЛУ. Дорослу футбольну кар'єру розпочав 2016 року за СК «Металіст» у Чемпіонаті Харківської області (11 матчів).
У жовтні 2016 року став гравцем фарм-клубу «Металіста 1925», «Металіст Юніор», за який виступав у Кубку Харкова. 10 лютого 2017 року приєднався до основного складу «Металіста 1925», з яким виграв срібні нагороди аматорського чемпіонату України (зіграв 4 матчі) та виборов путівку до Другої ліги. На професійному рівні дебютував 29 липня 2017 року в переможному (4:0) домашньому поєдинку 3-го туру групи «Б» Другої ліги проти запорізького «Металурга». Іван вийшов на поле на 81-й хвилині, замінивши Владислава Ємельянова. Того сезону провів у Другій лізі 16 матчів та допоміг «Металісту 1925» завоювати бронзові медалі цього турніру.
Всього за 7,5 сезонів зіграв 49 матчів за основний склад «Металіста 1925». 2 липня 2024 року покинув харківський клуб.

## Досягнення
«Металіст 1925»:
 Бронзовий призер Першої ліги України: 2020/21
 Бронзовий призер Другої ліги України: 2017/18
 Віце-чемпіон Чемпіонату України серед аматорів: 2016/17